# Banyuls-sur-Mer

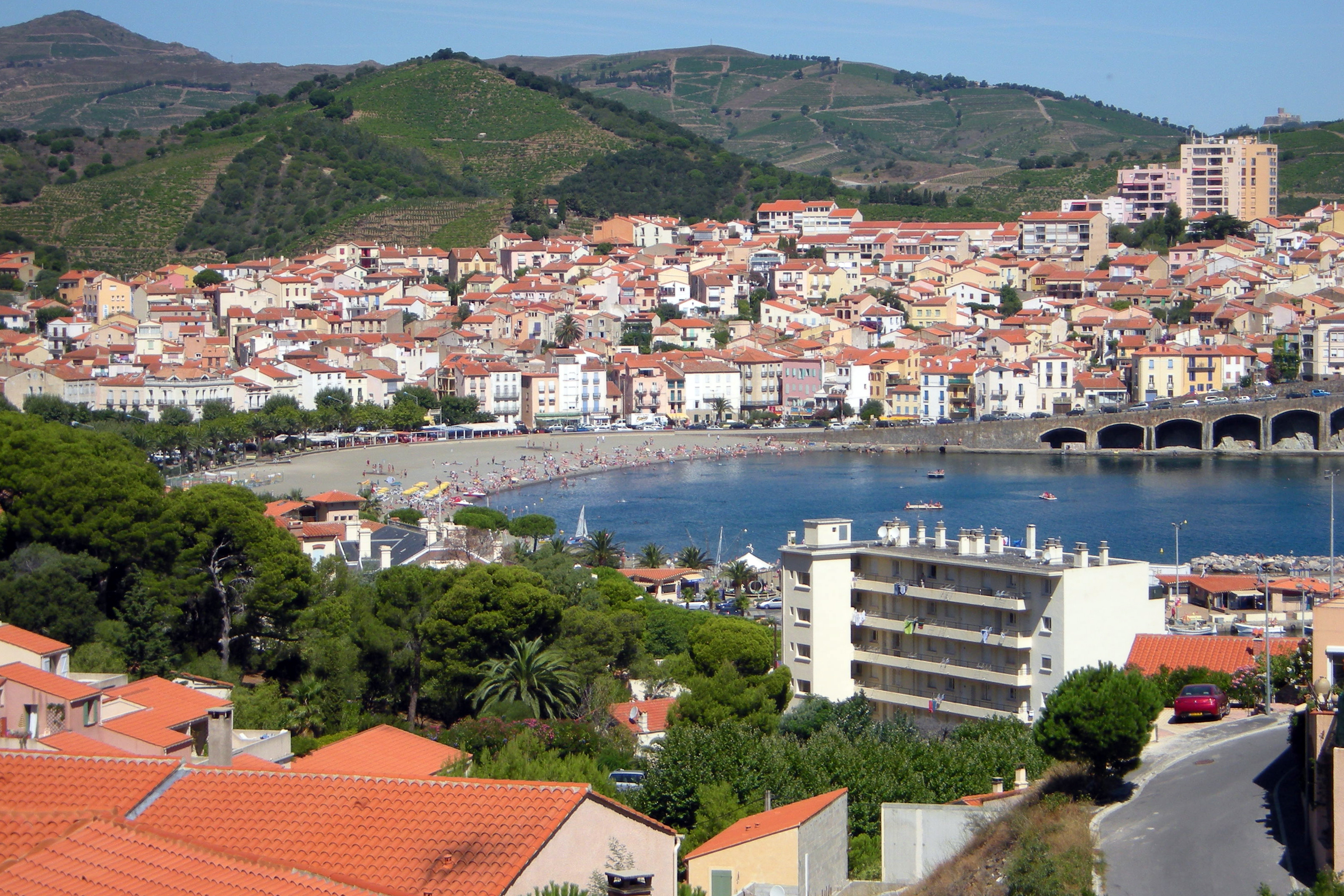
Banyuls-sur-Mer

Banyuls-sur-Mer là một xã trong vùng Occitanie, thuộc tỉnh Pyrénées-Orientales, quận Céret, tổng Côte Vermeille. Tọa độ địa lý của xã là 42° 28' vĩ độ bắc, 03° 07' kinh độ đông. Banyuls-sur-Mer nằm trên độ cao trung bình là 6 mét trên mực nước biển, có điểm thấp nhất là 0 mét và điểm cao nhất là 965 mét. Xã có diện tích 42,43 km², dân số vào thời điểm 1999 là 4.532 người; mật độ dân số là 106 người/km².

## Thông tin nhân khẩu
| 1962  | 1968  | 1975  | 1982  | 1990  | 1999  |
| ----- | ----- | ----- | ----- | ----- | ----- |
| 4 271 | 4 436 | 4 000 | 4 093 | 4 662 | 4 532 |

## Nhân vật
- Aristide Maillol (sinh 1861), một trong những nhà điêu khắc nhất của Pháp trong thế kỉ thứ 20.